# Zoológico de Cali
El zoológico de Cali es un parque zoológico fundado en el año de 1969 ubicado en la ciudad colombiana de Santiago de Cali (Colombia). El parque, situado dentro del bosque municipal y a orillas del río Cali, cuenta con alrededor de 2500 animales de 233 especies, entre anfibios (7%), mamíferos (21%), reptiles (12%), aves (30%), peces (21%) y mariposas (9%). Es el cuarto mejor zoológico de América Latina.
El zoológico de Cali promueve y ejecuta diversos programas educacionales, recreativos e investigativos para ayudar a preservar la biodiversidad colombiana y crear conciencia ambiental entre la sociedad. Cuenta con un área total de 25 Hectáreas, aunque el parque como tal solo cuenta con 9 hectáreas, y el recorrido es de alrededor de 1,5 kilómetros.
Recibió en marzo de 2016 la acreditación de la Asociación de Zoológicos y Acuarios (AZA, por su acrónimo en inglés), por los altos estándares de manejo y cuidado de animales, lo que incluye ambientes, agrupaciones sociales, salud, nutrición, estimulación del comportamiento natural, programa veterinario, desarrollo de investigación y conservación, programas educativos, seguridad, finanzas, servicios al visitante, etc.

## Historia
Abrió sus puertas en 1969 bajo la alcaldía de Marino Rengifo Salcedo y fue administrado en ese entonces por el municipio, pero debido a los malos manejos estuvo a punto de cerrar, hasta que en el año 1981, el 1 de octubre, la fundación sin ánimo de lucro Zoológico de Cali se hizo cargo de ella. Desde entonces se empezó a remodelar las exhibiciones, además de contar con un programa de cría que le ha ganado reconocimiento internacional y lo ha ubicado como uno de los mejores zoológicos de América .

## Animales icónicos
- Carlitos: Era una tortuga Galápagos, que fue donada por uno de los fundadores del zoológico, a cambio de leones los cuales fueron enviados al zoológico de Quito, Carlitos murió el 29 de diciembre del 2007 por una fractura de mandíbula.[cita requerida]
- Inco y Sedona: Son los 2 tapires de montaña que viven en el zoológico desde 2011, no se tenían tapires de montaña desde los años 80s cuando una hembra llamada Amapola, fue enviada al Zoológico de San Diego junto con Pacaranas, Titíes y tayras a cambio de Dromedarios, Osos, Cacatúas y Calaos.
- Lluvia y Carolina: Son dos nutrias gigantes que viven en el zoológico. Carolina fue la primera de 22 nutrias que el zoológico ha tenido y Lluvia ha sido su pareja reproductora desde que se conocieron, han tenido 19 bebes de los cuales 11 han llegado hasta la edad adulta, 5 de ellos fueron enviados a Europa y Estados Unidos y otros ya han tenido sus propias crías. Actualmente Lluvia no está en exhibición (sino otras tres nutrias) y Carolina murió de vieja en mayo del 2011.
- Rino y Rina: Fueron un par de rinocerontes traídos desde Alemania desde la apertura del zoológico hasta su muerte en 1993 y 1998 respectivamente, fallecieron antes de tener una cría y actualmente el zoológico no tiene rinocerontes. En abril de 1998 un hombre fue encontrado muerto en el hábitat de Rina, a la cual se señaló como la culpable de su muerte luego de embestirlo a causa de sentirse amenazada.[8] Tiempo después de que Rina muriera se exhibió su esqueleto como recuerdo de los rinocerontes que una vez estuvieron en el zoológico, hasta que se donó al Inciva donde se reconstruyó el ejemplar.[9]
- Stap: Fue un oso pardo nacido en los bosques rusos, cuando tenía solo unos pocos meses unos cazadores mataron a su madre y hermano para capturarlo. Luego fue vendido a un circo ruso donde no aprendió como debía y lo castigaban en una pequeña jaula hasta que fue donado al zoológico de Cali. Murió el 16 de noviembre de 2016 por complicaciones en sus articulaciones.
- Amélie: Una jaguar negra traída del Zooparc de Beauval en Francia en el año 2011. Destacada por su vínculo emocional con los cuidadores del parque y por ser de los pocos jaguares melanísticos  bajo cuidado humano en el país. Murió en el año 2022 a la edad de 17 años.

## Instalaciones
El parque cuenta con cuatro centros de trabajos y varias zonas de exhibición entre las que se encuentran:
- CREA: es el centro de investigación de la fundación, donde se desarrollan programas de conservación.[7][10]
- CIDZOO: es el centro de investigación centrado en el desarrollo de metodologías y proyectos educativos y de sostenimiento ambiental.[7][10]
- CAFS: es el Centro de Atención de Fauna Silvestre, es el lugar donde se coordinan las actividades con las autoridades ambientales en el manejo de animales silvestres.[7][10]
- Auditorio Hormiguero: Con un aforo de 108 personas,[11] cuenta con una pantalla gigante donde se proyectan películas educativas y documentales.
- Acuario: Inaugurado en diciembre de 1997, la instalación cuenta con 400 m², la exhibición representa los ecosistemas de la orinoquía y el amazonas, además del océano Pacífico y el mar Caribe.[12]
- Mariposario: Abierto al público en 2003, el Mariposario cuenta con 450 m² donde habitan más de 1000 ejemplares de mariposa. Los especímenes criados desde los huevos, son liberados por la mañana.[13]
- Anfibios: Una pequeña exhibición circular de 4 terrarios habitados por varias especies de ranas venenosas nativas del país, un estanque para anfibios locales y un proyector de cortos educativos sobre los retos a su supervivencia que enfrentan los anfibios colombianos. El zoológico también forma parte de programas de conservación in y ex-sitú de la rana venenosa de Lehmann y la rana dardo dorada.[14]
- Jaziquima: En lengua uitoto jaziquima significa "Los hombres de la selva". Esta exhibición es hogar de seis especies de primates nativos: el mono araña colombiano,el tití ardilla, el mono capuchino carinegro,el mono capuchino cariblanco,el tití pigmeo y el mono lanudo o churuco. Cuenta con un sendero de imitaciones de distintos tipos de asentamientos humanos que se pueden encontrar en varias regiones selváticas de Colombia, además de un mirador con vista a un lago hogar de un grupo de flamencos y otras aves acuáticas.[15]
- Australia: Inaugurada en el año 2015, esta exhibición imita una granja australiana rústica de mediados del siglo pasado y su propósito es informar acerca del manejo del agua en zonas áridas cómo es el Outback australiano y concientizar al público sobre la importancia del consumo responsable de este recurso natural. Es hogar de un grupo mixto de canguros rojos y ualabíes de Bennet,una pareja de emúes y otras especies de aves y reptiles nativas de la zona como el cucaburra risueño o el varano australiano gigante.[16]
- Por el camino de Los Andes: El proyecto más  ambicioso del zoológico a la fecha, se encuentra dividido en 2 etapas: la primera imita casas de hacienda tradicionales del eje cafetero y el norte del Valle del Cauca, así como cabañas de guardaparques, es hogar de jaguares, cóndores de los Andes, pacaranas, búhos, gallitos de roca, osos andinos [17]y dantas de montaña. La segunda etapa fue inaugurada tras la pandemia de Covid-19 [18]y es hogar de varias especies de aves y mamíferos pequeños como la pava caucana,el águila mora, el tamandúa y el coatí de cola anillada,también es habitada por grupos de venados de cola blanca,pecaríes de collar y una pareja de pumas. Cuenta con más representaciones de arquitectura colonial y vehículos típicos de las zonas andinas colombianas, así como un panel que expone la evolución sociocultural  que ha tenido la figura del puma desde tiempos precolombinos hasta la llegada de los españoles y la actualidad. El objetivo del complejo es resaltar la cultura de la cordillera de los Andes, que es la zona geográfica más habitada del país, la relación de sus poblaciones humanas con su naturaleza y concientizar acerca de los retos que enfrentan muchas de las especies que la habitan (muchas de ellas en peligro de extinción en Colombia y Latinoamérica). [19] Tiene el apoyo del Servicio de Parques Nacionales Naturales de Colombia[20] y recibió el premio a la Mejor Exhibición 2022 por la Asociación Americana de Zoológicos y Acuarios (AZA)[21]
- La Gente del agua: Un complejo que imita una maloca y un sendero amazónico y es habitada por una familia de nutrias gigantes amazónicas (Pteronura brasiliensis),una especie amenazada que habita el sureste de Colombia que es considerada como 'gente del agua' por algunas culturas indígenas de la región. En los últimos años el zoológico ha recibido varios ejemplares rescatados del tráfico illegal y se dedica a rehabilitación y su reproducción in-situ.[22][23]
- Asia fantástica: Abierta el 18 de julio de 2025, se trata de un complejo circular que busca resaltar aspectos de distintas culturas del Sudeste Asiático desde el ámbito arquitectónico, religioso, gastronómico, social y natural, cuenta con una réplica de un templo hindú de la diosa Ganesha, una casa típica tailandesa y varias pagodas y bungalós, es hogar de gibones de manos blancas, faisanes, antílopes negros,dragones de komodo,pitones, el único ejemplar de cálao bicorne en Colombia y una pareja madre-hijo de tigres de Bengala llamados Indira y Kanú.[24]La construcción de esta zona fue financiada con la colaboración de varias empresas locales y donaciones de terceros gracias a un evento benéfico denominado ' La Gala bestial' en el año 2024.[25]

## Programa de cría
Entre los frutos más importantes dados por el programa se incluyen crías de Suricata suricatta, de Pteronura brasiliensis y recientemente de Papio, de Cervidae y de Equus Quagga. Esto le ha ganado el apoyo del canal Animal Planet. que ha emitido programas acerca del zoológico y sus animales, además en los hábitats de las suricatas y los lémures el logo del canal está presente, esto debido a que estos animales son protagonistas de los programas de Animal Planet "El reino del suricato" y "Calle lémur".